# BK VVS MVO Moskou
Basketbolnyj kloeb Vojenno-vozdoesjnye sily Moskovskogo Vojennogo Okroega Moskva (Russisch: Баскетбольный клуб Военно-воздушные Силы Московского Военного Округа Москва), was een professionele basketbalclub uit Moskou, Rusland.

## Geschiedenis
De club werd vlak na de oorlog in 1948 opgericht op bevel van Jozef Stalin. Beschermheer van de club was zijn zoon Luitenant-generaal Vasili Stalin. De club kreeg steun van de VVS MVO (Luchtmacht van het militaire district van Moskou). De club had verschillende takken van sport zoals voetbal, ijshockey, basketbal en volleybal. De club speelde in de Premjer-Liga. In 1952, won VVS MVO Moskou hun eerste en enige landstitel van de Sovjet-Unie. De club eindigde bijna altijd bij de bovenste drie. In 1951 en 1952 verloor VVS MVO Moskou twee keer de finale om USSR Cup. In 1951 verloren ze van de Georgische SSR met 28-37. En jaar later in 1952 verloren ze van Dinamo Riga met 44-53. De club werd na de dood van Jozef Stalin in 1953 opgeheven.

## Erelijst
- Landskampioen Sovjet-Unie: 1
  - Winnaar: 1952
  - Tweede: 1951
  - Derde: 1949, 1950

- Bekerwinnaar Sovjet-Unie:
  - Runner-up: 1951, 1952

## Bekende (oud)-spelers
- - Jevgeni Aleksejev
- - Anatoli Konev
- - Boris Mersjin
- - Aleksandr Moisejev
- - Sergej Tarasov
- - Giorgi Goepalov
- - Gunārs Siliņš

## Bekende (oud)-coaches
- - Pavel Tsetlin (1948-1949)
- - Konstantin Travin (1950-1952)